# Ibarrangelu
Ibarrangelu är en kommun i Spanien. Den ligger i Biscayaprovinsen i den autonoma regionen Baskien i norra delen av landet, 300 km norr om huvudstaden Madrid. Antalet invånare är 680 (2024). Arean är 15,49 kvadratkilometer.